# Aeroportul Tioman
Aeroportul Tioman (IATA: TOD, ICAO: WMBT) este un aeroport din Pulau Tioman⁠(d), Pahang⁠(d), Malaysia ce deservește zona Pulau Tioman⁠(d). Aeroportul a fost tranzitat în 2020 de 0 pasageri.
Situat la o altitudine de 4 m, aeroportul dispune de o singură pistă. Este operat de Malaysia Airports⁠(d).